# Ữ
Ữ (minuscule : ữ), appelé U cornu tilde, est une lettre latine utilisée dans l’écriture du vietnamien.
Il s’agit de la lettre U diacritée d’une corne et d’un tilde.

## Représentations informatiques
Le U cornu tilde peut être représenté avec les caractères Unicode suivants : 
- précomposé (latin étendu additionnel)[1] :

| formes    | représentations | chaînes de caractères | points de code | descriptions                          |
| --------- | --------------- | --------------------- | -------------- | ------------------------------------- |
| capitale  | Ữ               | Ữ                     | U+1EEE         | lettre majuscule latine u cornu tilde |
| minuscule | ữ               | ữ                     | U+1EEF         | lettre minuscule latine u cornu tilde |

- décomposé et normalisé NFD (latin de base, diacritiques) :

| formes    | représentations | chaînes de caractères | points de code       | descriptions                                                  |
| --------- | --------------- | --------------------- | -------------------- | ------------------------------------------------------------- |
| capitale  | Ữ               | U◌̛◌̃                   | U+0055 U+031B U+0303 | lettre majuscule latine u diacritique cornu diacritique tilde |
| minuscule | ữ               | u◌̛◌̃                   | U+0075 U+031B U+0303 | lettre minuscule latine u diacritique cornu diacritique tilde |